# Simon Špilak
Simon Špilak (Tišina, 23 giugno 1986) è un ex ciclista su strada sloveno con caratteristiche di scalatore, professionista dal 2008 al 2019. Corridore completo, abile sia in salita che a cronometro, si è aggiudicato tre importanti prove del calendario internazionale, il Tour de Romandie 2010 e il Tour de Suisse nel 2015 e nel 2017.

## Carriera

### Dalle categorie giovanili al professionismo
Simon Špilak si segnala come uno dei migliori talenti del ciclismo sloveno già nelle categorie giovanili: si aggiudica infatti due titoli nazionali tra gli Juniores e, partecipando più volte ai Campionati del mondo di categoria, anche la medaglia di bronzo in linea nell'edizione iridata del 2003 svoltasi a Verona.
Nel 2005 passa alla squadra Continental slovena Krka-Adria Mobil; nello stesso anno si laurea campione sloveno in linea Under-23, e partecipa sia al campionato europeo in linea di categoria, che chiude al nono posto, che al campionato del mondo Under-23 a cronometro, concludendo la prova al quinto posto assoluto.
Nel 2006, sempre in maglia Adria Mobil, è quinto al Trofeo ZSŠDI, vince il Poreč Trophy e una tappa e la classifica finale dello Steiermark Rundfahrt; è inoltre nuovamente convocato in Nazionale per partecipare alle prove a cronometro Under-23 dei campionati europei e mondiali, riportando in entrambe le prove piazzamenti nei primi dieci classificati. Nel 2007 si aggiudica La Côte Picarde, gara valida per la Coppa delle Nazioni UCI, e rivela le sue doti da corridore adatto alle gare a tappe concludendo al quarto posto sia il Giro di Slovenia sia il prestigioso Tour de l'Avenir. Questa serie di risultati gli valgono l'ingaggio con la Lampre-Farnese Vini, squadra ProTour, a partire dalla stagione 2008.

### 2008-2011: le stagioni alla Lampre e la vittoria al Giro di Romandia

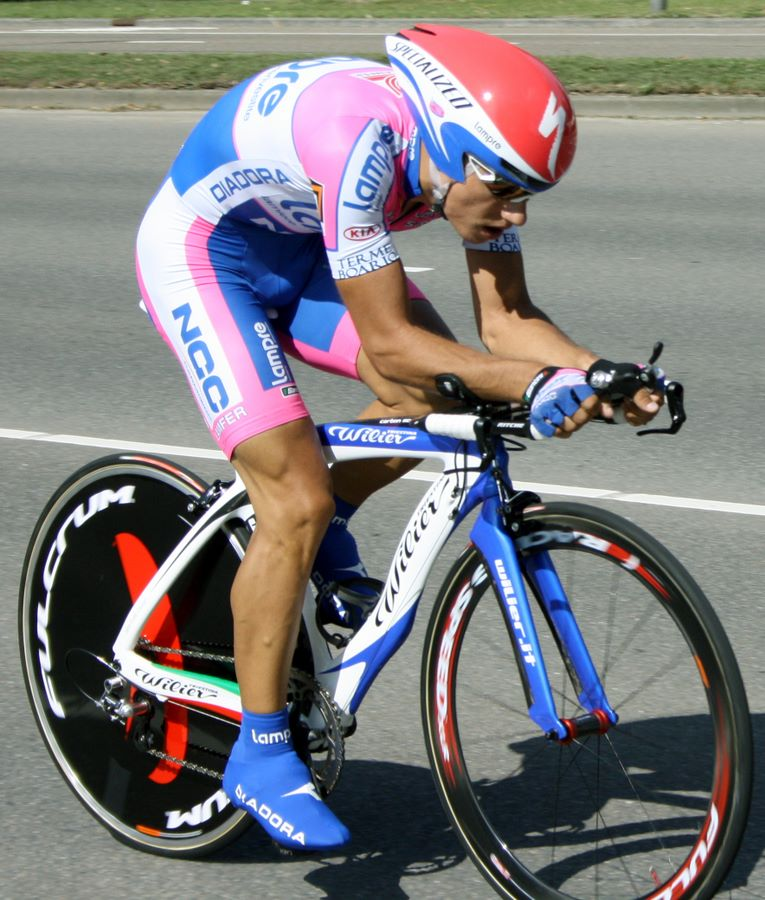
Spilak impegnato nella cronometro dell'Eneco Tour 2009

A inizio 2008 Špilak non tarda a mostrare le proprie qualità: in aprile è quinto alla Tre Giorni di La Panne, importante corsa di preparazione alle classiche del pavé, e nono in un Giro delle Fiandre corso in appoggio del capitano Alessandro Ballan. A maggio partecipa alla sua prima grande corsa a tappe, il Giro d'Italia, che conclude, e a luglio rappresenta la Slovenia ai Giochi olimpici di Pechino gareggiando sia nella prova in linea che in quella a cronometro.
Nel 2009 arriva la prima vittoria con la nuova casacca, in una tappa del Giro di Slovenia; è inoltre sesto al Giro della Provincia di Grosseto e partecipa al Tour de France concludendo anche questa volta la corsa.
Il 2010 è l'anno in cui si fa conoscere agli occhi del grande pubblico, al Tour de Romandie; nella quarta tappa, caratterizzata dal maltempo, attacca da lontano, quando mancano ancora quindici chilometri alla conclusione, e a nove chilometri dal termine riesce a staccarsi di ruota gli uomini che lo avevano seguito, fra i quali Ivan Basso, giungendo solitario al traguardo. Nella tappa conclusiva, poi, è terzo dietro Alejandro Valverde e Igor Antón e questo gli permette di raggiungere il secondo gradino del podio finale, proprio dietro Valverde, e la vittoria della speciale classifica dedicata ai giovani; la successiva squalifica inflitta a Valverde dal TAS modifica la graduatoria finale permettendogli di diventare il primo sloveno ad aggiudicarsi il Tour de Romandie. Conclude la stagione con il terzo posto al Bayern Rundfahrt e la partecipazione ai Campionati del mondo di Geelong.
Il 2011 non è altrettanto positivo: si piazza quinto al Giro del Friuli e al Giro di Slovenia, partecipa al Giro d'Italia ma non riesce a vincere alcuna corsa.

### 2012-2013: il passaggio alla Katusha e i podi al Romandia
Nel 2012 si trasferisce al team Katusha. Con la nuova formazione è impiegato soprattutto nelle brevi corse a tappe; mostra una particolare propensione a questo tipo di prove e ottiene ottimi piazzamenti in gare del World Tour quali Parigi-Nizza, Vuelta al País Vasco e Tour de Romandie, concluse sempre nei primi dieci della classifica generale così come il Giro del Belgio.
Nel 2013, dopo due anni senza vittorie, rompe il digiuno con una serie di successi. Ad inizio stagione, dopo aver sfiorato la vittoria alla Vuelta a Andalucía, arrivando secondo sia nel prologo che nella terza tappa, ed essersi nuovamente ben distinto alla Parigi-Nizza, chiusa al sesto posto, si aggiudica il Gran Premio Miguel Indurain con oltre un minuto e mezzo di vantaggio sul secondo classificato. Nell'occasione la sua condotta di gara è particolarmente offensiva: dopo essere andato in fuga sin da inizio giornata con altri dodici attaccanti, stacca il resto del gruppetto affrontando gli ultimi quaranta chilometri del percorso in solitaria.
Dopo aver ritrovato il successo partecipa alla Vuelta al País Vasco, che conclude quarto assoluto, e poi al Tour de Romandie, dove giunge secondo dietro Chris Froome. Nella breve corsa a tappe elvetica la frazione decisiva per determinare le sorti della classifica generale è la quarta, con arrivo in quota a Les Diablerets; la giornata risulta caratterizzata dal freddo e dalle intemperie, tanto che gli organizzatori sono costretti a modificare il percorso per l'impossibilità di affrontare il Col de la Croix. Sull'erta Špilak, Thibaut Pinot, Robert Kišerlovski e altri ciclisti attaccano il capoclassifica Froome isolandolo e costringendolo a difendere la maglia di leade, tuttavia il britannico riesce a rientrare e a poche centinaia di metri dal traguardo solo Špilak resiste alla sua rimonta. Nello sprint finale a due Špilak anticipa Froome aggiudicandosi la tappa; la seconda vittoria stagionale gli vale anche il podio della classifica generale, che difende il giorno dopo nella conclusiva cronometro di Ginevra.
La sua buona primavera si conclude con il successo, il 1º maggio, al Rund um den Finanzplatz a Francoforte. Quel giorno Špilak scatta all'ultimo giro, insieme a Moreno Moser, per raggiungere l'attaccante Domenico Pozzovivo: rimasti soli, all'ultimo chilometro Moser parte lunghissimo, Pozzovivo non regge l'allungo e Špilak ha la meglio superando negli ultimi metri Moser, appena in tempo prima che il gruppo con i migliori sprinter sopraggiunga. Dopo una lunga parentesi di riposo si ripresenta alle corse al Tour de Suisse che chiude al nono posto. Nel finale di stagione non ottiene invece risultati di rilievo.

### 2014-2015: l'affermazione e la vittoria al Giro di Svizzera
Come l'inizio della stagione precedente anche il 2014 è all'insegna di ottimi piazzamenti, con l'ottavo posto alla Parigi-Nizza e il quarto, grazia alla buona prestazione nella cronometro finale, alla Vuelta al País Vasco. Come nel 2013, raccoglie quindi una nuova vittoria di tappa e un nuovo podio al Tour de Romandie. Durante la corsa romanda Špilak deve ancora confrontarsi con il britannico Froome. Nella terza frazione, con arrivo ad Aigle, in una giornata caratterizzata dal maltempo, i due, dopo aver staccato il resto degli avversari, arrivano allo sprint: a vincere è lo sloveno, che prende anche la testa della classifica generale. Špilak sarà però poi costretto ad accontentarsi ancora del secondo gradino del podio finale, sorpassato da Froome nella cronometro conclusiva.

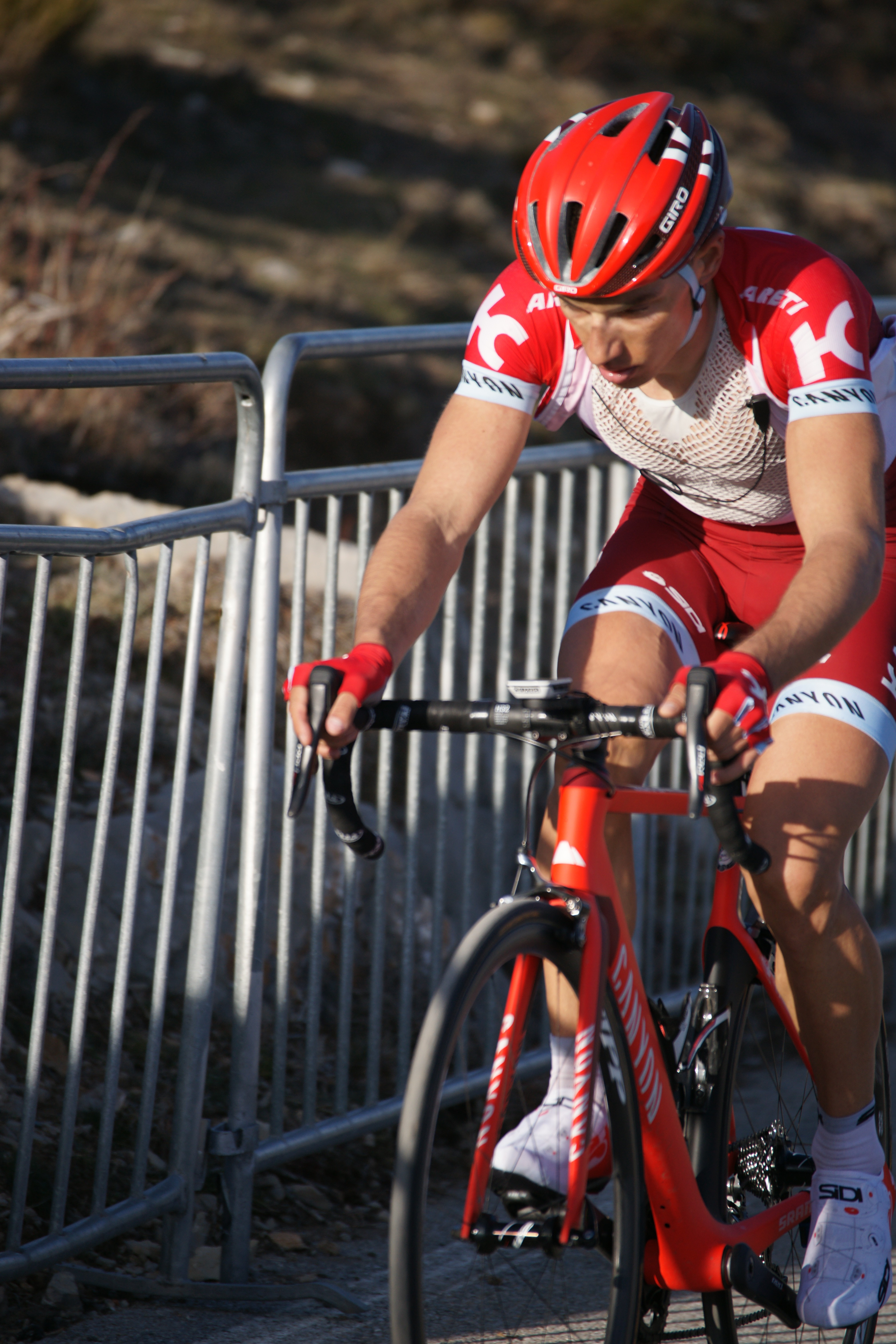
Spilak in azione a Madone d'Utelle alla Parigi-Nizza 2016

A fine giugno Špilak si presenta al Critérium du Dauphiné, svolto in preparazione del Tour de France. Questa volta non cura particolarmente la classifica generale e nella quinta tappa centra la fuga giusta assieme ad altri tredici attaccanti; sull'ultima ascesa si ritrova al comando da solo e, mentre gli uomini di classifica si danno battaglia, riesce a vincere la tappa resistendo al ritorno di Wilco Kelderman e Adam Yates. Si presenta quindi al Tour de France ma, complice anche il caldo, condizione climatica da lui non amata, non ha particolari acuti e si ritira prima della diciassettesima tappa. Ritorna comunque al successo ad agosto aggiudicandosi la terza frazione dell'Arctic Race of Norway sull'olandese Steven Kruijswijk al termine della salita conclusiva.
Nella primavera del 2015 è terzo alla Parigi-Nizza, dietro Richie Porte e Michał Kwiatkowski, recuperando il terreno perso nelle ultime due frazioni prima con una fuga, e poi con una ottima prestazione nella cronoscalata conclusiva. È quindi secondo al Tour de Romandie, dietro al compagno di squadra Il'nur Zakarin che nella quinta tappa, approfittando delle scaramucce e del marcamento fra i favoriti Froome, Quintana, Nibali e Špilak, era riuscito a guadagnare terreno. Al Tour de Suisse riesce ad aggiudicarsi la corsa recuperando, nella cronometro conclusiva vinta da Tom Dumoulin, circa cinquanta secondi a Thibaut Pinot che fino a quel momento era stato in testa alla generale e soprattutto sopravanzando il gallese Geraint Thomas, considerato il grande favorito per la vittoria finale alla vigilia della prova contro il tempo, di cinque secondi.

### 2016-2017: un anno negativo e il bis al Giro di Svizzera
Proprio quando ci si attendeva la conferma e forse un ulteriore salto di qualità con il possibile obbiettivo di fare classifica in un Grande Giro, nel 2016 Špilak incappa in una stagione senza vittorie e con pochi piazzamenti nelle "sue" corse: è infatti "solo" ottavo alla Vuelta al País Vasco, settimo al Tour de Romandie e nono al Tour de Suisse. In stagione, in rappresentanza della Slovenia, partecipa anche alla prova in linea dei Giochi olimpici di Rio de Janeiro.
Torna a farsi rivedere alla Tirreno-Adriatico 2017, concludendo quinto la tappa con arrivo al Monte Terminillo, e si piazza quindi decimo alla Vuelta al País Vasco. Al seguente Tour de Suisse riesce invece nuovamente a trionfare grazie a un'azione durante la settima tappa. Quel giorno, attardato di poche decine di secondi in classifica dagli italiani Domenico Pozzovivo e Damiano Caruso, infligge oltre tre minuti di distacco al primo e un minuto al secondo attaccando in solitaria a nove chilometri dal traguardo sul passo Rettenbachferner. Nella cronometro conclusiva arriva infine quinto, incrementando ulteriormente il vantaggio in classifica e aggiudicandosi per la seconda volta in carriera la corsa. Dopo il ritorno al successo rinnova il contratto con la Katusha-Alpecin per altre due stagioni.

## Palmarès
- 2003 (Juniores)

Gran Premio dell'Arno
4ª tappa Tour of Croatia (Pola > Buie)
- 2004 (Juniores)

3ª tappa Corsa della Pace Juniores (Roudnice nad Labem > Roudnice nad Labem)
4ª tappa, 2ª semitappa Corsa della Pace Juniores (Pirna > Pirna, cronometro)
Trofeo Dorigo Porte
Gran Premio dell'Arno
Campionati sloveni, prova in linea Juniores
1ª tappa Grand Prix Général Patton (Ettelbruck > Hosingen)
Classifica generale Grand Prix Général Patton
Campionati sloveni, prova a cronometro Juniores
2ª tappa Liège-La Gleize (Herve > La Gleize)
Classifica generale Liège-La Gleize
3ª tappa Po Stajerski (Lenart > Cerkvenjak)
Classifica generale Po Stajerski
4ª tappa Giro della Lunigiana (Marina di Carrara > Casano di Ortonovo)
- 2005 (Adria Mobil, una vittoria)

Campionati sloveni, prova in linea Under-23
- 2006 (Adria Mobil, tre vittorie)

1ª tappa Steiermark Rundfahrt (Weinz)
Classifica generale Steiermark Rundfahrt
Poreč Trophy
- 2007 (Adria Mobil, una vittoria)

La Côte Picarde
- 2009 (Lampre-NGC, una vittoria)

3ª tappa Tour of Slovenia
- 2010 (Lampre-Farnese Vini, due vittorie)

5ª tappa Tour de Romandie (Vevey > Châtel/Vallée d'Abondance)
Classifica generale Tour de Romandie
- 2013 (Team Katusha, tre vittorie)

Gran Premio Miguel Indurain
4ª tappa Tour de Romandie (Marly > Les Diablerets)
Rund um den Finanzplatz Eschborn-Frankfurt
- 2014 (Team Katusha, tre vittorie)

3ª tappa Tour de Romandie (Le Bouveret > Aigle)
5ª tappa Critérium du Dauphiné (Sisteron > La Mure)
3ª tappa Arctic Race of Norway (Alta > Kvænangsfjellet)
- 2015 (Team Katusha, una vittoria)

Classifica generale Tour de Suisse
- 2017 (Team Katusha-Alpecin, due vittorie)

7ª tappa Tour de Suisse (Zernez > Sölden/Rettenbachferner)
Classifica generale Tour de Suisse

### Altri successi
- 2003 (Juniores)

Classifica giovani Heuvelland Tour
- 2010 (Lampre, una vittoria)

Classifica giovani Tour de Romandie

## Piazzamenti

### Grandi Giri
- Giro d'Italia

2008: 48º
2011: 117º
- Tour de France

2009: 109º
2010: ritirato (17ª tappa)
2014: non partito (17ª tappa)

### Classiche monumento
- Milano-Sanremo

2012: ritirato
2016: 75º
2017: 59º
2018: 34º
- Giro delle Fiandre

2008: 9º
2009: 42º
2010: 30º
2011: ritirato
- Parigi-Roubaix

2009: fuori tempo massimo
- Liegi-Bastogne-Liegi

2008: 87º
- Giro di Lombardia

2018: 60º

### Competizioni mondiali
- Campionati del mondo

Hamilton 2003 - Cronometro Juniores: 10º
Hamilton 2003 - In linea Juniores: 26º
Verona 2004 - Cronometro Juniores: 13º
Verona 2004 - In linea Juniores: 3º
Madrid 2005 - Cronometro Under-23: 5º
Salisburgo 2006 - In linea Under-23: 54º
Salisburgo 2006 - Cronometro Under-23: 8º
Stoccarda 2007 - In linea Under-23: 17º
Melbourne 2010 - In linea Elite: 31º
Innsbruck 2018 - In linea Elite: ritirato
- Giochi olimpici

Pechino 2008 - In linea: ritirato
Pechino 2008 - Cronometro: 28º
Rio de Janeiro 2016 - In linea: 57º
- UCI World Tour

2008: 94º
2009: non classificato
2010: 47º
2011: non classificato
2012: 61º
2013: 21º
2014: 29º
2015: 16º
2016: 78º
2017: 55º

### Competizioni continentali
- Campionati europei

Mosca 2005 - Cronometro Under-23: 9º
Valkenburg - Cronometro Under-23: 7º
- UCI Europe Tour

2005: 579º
2006: 303º
2007: 169º